# Dwight Yorkestadion
Het Dwight Yorkestadion is een multifunctioneel stadion in Bacolet, een voorstad van Scarborough in Trinidad en Tobago. 
Het stadion wordt vooral gebruikt voor voetbalwedstrijden, de voetbalclub Tobago United F.C. maakt gebruik van dit stadion. Het stadion werd ook gebruikt voor een aantal internationale jeugdtoernooien, namelijk het wereldkampioenschap voetbal onder 17 van 2001, het CONCACAF-kampioenschap voetbal onder 20 van 2009 en het wereldkampioenschap voetbal vrouwen onder 17 van 2010. Naast voetbal vinden er ook atletiekwedstrijden plaats.
In het stadion is plaats voor 7.500 toeschouwers. Het stadion werd geopend in 2001. Het is vernoemd naar voetballer Dwight Yorke.